# Castello di Pietracervara
Il castello di Pietracervara, noto anche come castello di Grezzo e castello di Pancerveria, era un maniero medievale, i cui ruderi sorgono su un blocco ferroso a picco sul torrente Ceno nella piccola località di Pietracervara di Grezzo, frazione di Bardi, in provincia di Parma.

## Storia
In epoca medievale a Grecio fu edificata una corte, che nel 1140 i piacentini cedettero a Gherardo da Cornazzano in cambio del vicino castello di Pietragemella.
Nel 1216 Lanfranco da Cornazzano alienò tutti i diritti su Grezzo al marchese Guglielmo Pallavicino, che li rivendette nello stesso anno al conte Alberico Landi.
Nel 1268 i castelli di Bardi, Grezzo, Compiano, Montarsiccio, Pietracravina, Seno, Gravago e Zavattarello, tutti appartenenti a Ubertino Landi, furono utilizzati dal Conte, con l'aiuto di altri fuoriusciti piacentini, come basi d'attacco contro la città.
Nel 1297 il Comune di Parma decretò che il maniero, in rovina in seguito agli scontri che opposero la città a Bologna, Ferrara e Reggio Emilia, non potesse più essere ricostruito.
Nel 1335 la rocca fu citata tra i possedimenti dei Granelli e dei Lusardi, alleati dei Visconti; nei decenni seguenti fu acquisita nuovamente dai conti Landi e nel 1412 Manfredo Landi ricevette conferma dell'investitura.
Nella prima metà del XVI secolo il maniero, ormai abbandonato, fu abbattuto e nel 1525 il conte Agostino Landi donò alla mistica Margherita Antoniazzi parte delle pietre e del legname recuperati dalle rovine per la costruzione dell'oratorio della Santissima Annunziata di Caberra di Costageminiana.
In seguito i ruderi delle fondazioni del castello, ancora ben visibili nella loro imponenza nel 1832, degradarono e furono pian piano completamente nascosti dalla vegetazione.

## Descrizione
Dell'antico castello, collocato sulla cima di un massiccio blocco ferroso a picco sul torrente Ceno, sopravvivono soltanto i ruderi di una parte delle monumentali fondamenta, celati dalla vegetazione circostante.